# Zoltán Gyula Ferenc
Zoltán Gyula Ferenc, született: Zoltvány, névváltozat: Zoltvári (Érsekújvár, 1846. december 3. – Szentendre, 1933. január 8.) színész, igazgató.

## Életútja
1867. augusztus 17-én Könyves Ignácnál lépett színipályára. Szerelmes és jellemszínészként szerepelt vidéken. 1881-ben lett színigazgató, ekkor még engedély nélkül. 1905. április 16-án nyugdíjba ment és Szentendrén telepedett le, ahol 1914. március 22-én jubilált.

## Családja
Szülei Zoltvány György kőműves és Soós Julianna. Első neje Döme Mari színésznő, akivel 1872. december 9-én kötött házasságot Nagy Mihály társulatánál, Sepsiszentgyörgyön (meghalt 1874. október 28-án, Győrszigeten). Második neje Buczi Malvin színésznő, harmadik felesége Molnár Julianna, negyedik felesége Koronkay Róza volt.

## Fontosabb szerepei
- Norfolk (Dumas: Korona és vérpad)
- Gibson (Moser: A könyvtárnok)
- Baranyai Kálmán (Szigeti József: Csókon szerzett vőlegény)

## Működési adatai
1870: Nagy Ferenc; 1870–71: Kovács Jenő; 1871: Barna Béla, majd Homokay László; 1871–72: Szatmár; 1872–73: Nagy Mihály; 1874: Szabadka; 1877–78: Brassó; 1878: Jakabffy Gábor; 1878–79: Zenta; 1879: Újpest; 1879–80: szerződés nélkül.
Igazgatóként: 1882: daltársulati igazgató; 1884–85: Körmend, Tab; 1885: Szentgotthárd, Sárvár, Csorna, Kapuvár, Érsekújvár, Galánta, Magyaróvár; 1885–86: Baja; 1886: Szekszárd, Zilah, Tasnád, Karcag, Szeghalom, Nagyenyed; 1886–87: Dés; 1887: Fogaras, Balázsfalva, Belényes; 1887–88: Székelyhíd; 1888: Hajdúböszörmény, Bánffyhunyad, Hajdúnánás, Varanno, Gálszécs, Sárospatak, Nagyszombat; 1888–89: Rózsahegy; 1889–90: Gyergyószentmiklós; 1890–91: Székelyudvarhely, Gyergyószentmiklós; 1891: Ditró, Csíkszereda, Udvarhely, Erzsébetváros, Torda, Zsibó; 1891–92: Szilágysomlyó; 1892: Versec, Fehértemplom, Oravica, Nagypalánka, Apatin, Bezda, Mohács, Nagyatád, Dombóvár, Versec, Nyíregyháza; 1892–93: Mátészalka; 1893–94: Mohács, Újvidék; 1894–95: Újvidék; 1896–97: Lippa; 1897: Szászváros, Gyulafehérvár; 1899: Mezőkövesd, Heves, Hatvan, Tiszafüred, Törökszentmiklós, Kunszentmiklós; 1899–1900: Szentes; 1900: Hajdúdorog, Szerencs, Balmazújváros, Aszód, Szentendre, Ráckeve, Dunaadony, Keszthely, Sárvár, Zalaszentgrót, Sümeg, Zalaegerszeg; 1900–01: Kiscell; 1901–02: Kisvárda; 1902–03: Apatin; 1903–04: Apatin; 1904–05: Csíkszereda.